# The Gunman and Other Stories
The Gunman and Other Stories è il settimo album del gruppo musicale britannico Prefab Sprout, pubblicato dalla EMI nel 2001.
Nel disco compaiono le nuove versioni di cinque canzoni scritte da Paddy McAloon già pubblicate da Jimmy Nail e da Cher tra il 1994 e il 1996.

## Tracce
Testi e musiche di Paddy McAloon.
1. Cowboy Dreams
2. Wild Card in the Pack
3. I'm a Troubled Man
4. The Streets of Laredo/Not Long for this World
5. Love Will Find Someone for You
6. Cornfield Ablaze
7. When You Get to Know Me Better
8. The Gunman
9. Blue Roses
10. Farmyard Cat